# Peter von Poehl
Peter Tomas Paul von Poehl, född 31 mars 1972 i Malmö, är en svensk sångare, låtskrivare, kompositör och musiker.
Han har tidigare varit gitarrist i den franska rockgruppen A.S. Dragon, förband till grundaren av A.S. Dragon, Bertrand Burgalat, samt medverkat på Michael Houellebecqs album Présence humaine (2000). Peter von Poehl har därefter samarbetat med andra musiker, så som Doriand (Le Grand bain), Lio (Dites au prince charmant), hustrun Marie Modiano (I'm Not a Rose) och Florian Horwath (We Are All Gold). Tillsammans med den sistnämnde grundade han skivbolaget Graeferecordings i Berlin.
Peter von Poehls första album, Going to Where the Tea-Trees Are, släpptes under skivbolaget Tôt ou tard den 9 maj 2006.
Senare samma år producerade han Vincent Delerms tredje album, Les Piqûres d'araignée (2006), i vilket han medverkar i en låt, Marine. Peter von Poehl har varit ute på en lång serie turnéer, bland annat som förband till de franska musikgrupperna Phoenix (hösten 2006) och Air (våren 2007).
Låten The Story of the Impossible på von Poehls album Going to Where the Tea-Trees Are, används i Friends reklamfilmer, vars syfte är att motverka mobbning i skolorna.
Peter von Poehls andra album, May Day, släpptes i februari 2009. Hans tredje album, Big Issues Printed Small, kom 2013.
Vid Guldbaggegalan 2018 prisades von Poehl i kategorin Bästa originalmusik för filmmusiken till långfilmen Korparna (2017). Han har tidigare även skrivit filmmusik till Vanishing Waves (2012) och Min faster i Sarajevo (2016).

## Privatliv
Peter von Poehl är gift med den franska sångerskan Marie Modiano, dotter till författaren och nobelpristagaren Patrick Modiano. Paret är bosatt i Saint-Germain-des-Prés i Paris och har en son tillsammans.

## Diskografi
- Going to Where the Tea-Trees Are (2006)
  1. Going to Where the Tea-Trees Are
  2. Tooth Fairy Tale
  3. Travelers
  4. Virgin Mountains
  5. A Broken Skeleton Key
  6. Global Conspiracy
  7. Scorpion Grass
  8. The Story of the Impossible
  9. Tooth Fairy Tale Part II
  10. The Lottery
  11. Little Creatures
  12. The Bell Tolls Five

- May Day (2009)
  1. Parliament
  2. Dust of Heaven
  3. Forgotten Garden
  4. Near the End of the World
  5. Carrier Pigeon
  6. Mexico
  7. Mexico Part II
  8. Moon Shot Falls
  9. May Day
  10. Wombara
  11. Lost in Space
  12. Silent as Gold
  13. Elisabeth
  14. An Eye for an Eye

- Big Issues Printed Small (2013)
  1. Orders And Degrees
  2. Lover's Leap
  3. Pious Man
  4. The Archaeologist
  5. To The Golden Rose
  6. Big Issues Printed Small
  7. Pen Friend
  8. Twelve Twenty One
  9. This One's For You
  10. 28 Paradise

### Fotnoter
1. ↑  Discogs, Discogs artist-ID: 275202, läst: 9 oktober 2017.[källa från Wikidata]
2. ↑  Freebase Data Dumps, Google.[källa från Wikidata]
3. ↑  Gemeinsame Normdatei, läst: 25 juni 2015.[källa från Wikidata]
4. ↑  ”Peter von Poehl – Guldbaggen 2017”. Guldbaggen 2017. http://guldbaggen.se/nominering/peter-von-poehl/. Läst 5 januari 2018.
5. ↑  ””Jag har alltid champagne på kylning””. Svenska Dagbladet. http://www.svd.se/kultur/elisabeth-grate-forlag-har-alltid-champagne-pa-kylning_3996767.svd. Läst 10 oktober 2014.
6. ↑  ””Min pappa är en sann konstnär””. Dagens Nyheter. http://www.dn.se/kultur-noje/min-pappa-ar-en-sann-konstnar/. Läst 10 december 2014.